# Соціальний вплив
Соціальний вплив — процес в соціальній психології, під час якого відбувається зміна поведінки, почуттів, емоцій або думки індивіда внаслідок дій інших людей по відношенню до індивіда та результату цілеспрямованого впливу і маніпулювання. Соціальний вплив може приймати різні форми і може бути прийнятий в рамках суспільного договору. Може мати форму тиску, бути приводом і результатом слухняності, керівного впливу, переконання, а також результатом маркетингу.

## Види впливу
У 1958 році професор Гарвардського університету психолог Герберт Кельман виявив і описав три основні види впливу:
- конформізм — індивід, здавалося б, згоден з думкою інших, але в дійсності притримується своєї позиції;

- ідентифікація — індивід знаходиться під впливом авторитету;

- прийняття — індивід приймає нав'язані впливом переконання і погоджуються з ними, як зовні, так і всередині.

## Напрями досліджень
Джон Тернер описує такі проблеми соціальної психології впливу:
- конформність — це дії індивіда, який відрізняється від інших в бік групових переконань внаслідок прихованого або явного тиску з боку членів цієї групи;

- групова поляризація — феномен розбіжності думок в процесі прийняття групового рішення;

- вплив меншості — на більшість впливають переконання або поведінка меншості. Ефект меншості найчастіше діє через інформаційне соціальний вплив на відміну від нормативного соціального впливу  і потреба бути соціально прийнятим;

- вплив влади — здатність чинити тиск.  Сюди входять покора (авторитету), поступливість (угода з іншими) і контроль емоцій («акт самовираження, спрямований на створення сприятливого образу в очах Інших людей»);

- переконання — зміна думки внаслідок впливу.

## Механізми впливу
Роберт Чалдіні виділяє шість «знарядь впливу»:
- Правило взаємного обміну — почуття вдячності викликає бажання відплатити людині. . Правило взаємного обміну має кілька важливих особливостей. По-перше, воно універсальне, тобто почуття обов'язку виникає незалежно від якості зробленого. По-друге, це правило нав'язує, виникає відчуття обов'язку. І по-третє, за допомогою цього правила можна ініціювати нерівноцінний обмін.

- Зобов'язання і послідовність — люди не люблять протиріч.  Коли вони погоджуються з ідеєю або поведінкою, вони дотримуються їх. Суспільство високо оцінює послідовних і обов'язкових людей, прикріплюючи ярлики «надійний», «вірний», «тримає слово», і засуджує непослідовність: «вітер в голові», «сім п'ятниць на тижні», «сьогодні одне, завтра інше». Одного разу вибравши дорогу, напрямок, спосіб дії, людина часто опиняється не в силах подолати тиск правила послідовності і змінити рішення, яким би дурним і нелогічним воно не здавалося.

- Соціальний доказ — «роби як інші — не помилишся».

- Прихильність — люди схильні підкорятися тим, хто їм подобається. Виділяють три основних аспекти, що формують прихильність: це фізична привабливість, подібність і похвала.

- Авторитет — люди схильні сліпо слідувати вказівкам авторитету.  Є три основних критерії, за якими ми визначаємо ступінь авторитетності людини: титул (звання), одяг (зовнішній вигляд) і атрибути (речі, що свідчать про соціальний статус: автомобіль, годинник, ручка, сигарети і т. п.). Сила авторитету часом може бути нездоланною.

- Дефіцит — сприймається обмеження ресурсів створює попит.  Цінність чого-небудь позитивного в наших очах суттєво збільшується, коли воно стає недоступним. Дефіцитні об'єкти ми схильні оцінювати вище і прагнути володіти ними. Як наслідок, ми з крайнім небажанням поступаємося свої позиції володіння чим-небудь: з-за того, що об'єкт може стати недоступним, його цінність у наших очах різко зростає.